# Porta Asinaria

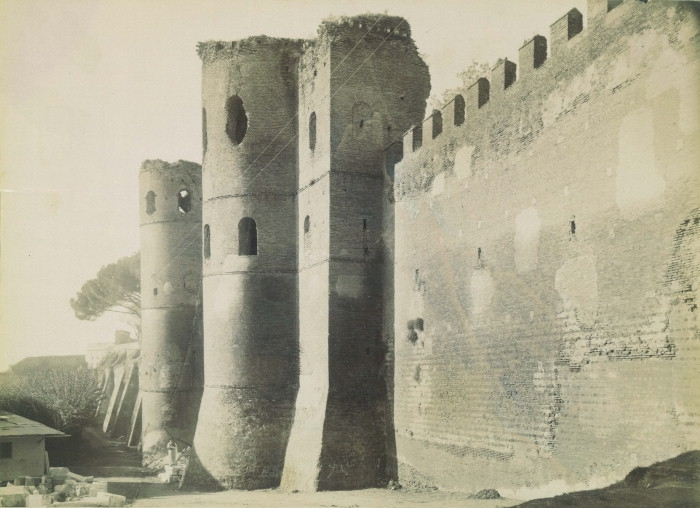
Porta Asinaria rond 1900

De Porta Asinaria is een stadspoort van de Aureliaanse Muur in Rome.

## De Poort
De Porta Asinaria was oorspronkelijk maar een posterula, een van de kleinere poorten. Hier begon in de oudheid de Via Asinaria, destijds een vrij onbelangrijke weg en de poort dankt zijn huidige imposante uiterlijk dan ook aan de nabijheid van het Lateraanse paleis, de Pauselijke residentie tot 1309.

## Bouw van de Poort
De poort die keizer Aurelianus liet bouwen aan het eind van de 3e eeuw bestond slechts uit een enkele doorgang zonder torens. Honorius liet in 401 en 402 grote verbeteringen aan de Aureliaanse Muur aanbrengen. De muur werd verhoogd en de poorten verstevigd. Honorius liet twee halfronde torens naast de Porta Asinaria bouwen, de doorgang werd verbreed en een binnenpoort bijgebouwd. Door de nabijheid van het pauselijke paleis had de poort inmiddels een belangrijker functie gekregen.

## Latere geschiedenis
In de middeleeuwen zijn de twee torens herbouwd. De Porta Asinaria was in deze tijd een verzamelplaats van afval en andere rommel geworden. Hierdoor is in de loop der eeuwen het grondniveau zo gestegen dat de poort niet meer bruikbaar was. In 1584 liet Paus Gregorius XIII daarom een aantal meter verderop een nieuwe poort bouwen. Dit is de Porta San Giovanni. De Porta Asinaria werd daarna gesloten. Vanwege de toenemende verkeersdruk in de wijk, zijn er een aantal grote doorgangen voor autoverkeer in de Aureliaanse Muur bijgemaakt.
De Porta Asinaria is rond 2005 weer geheel gerestaureerd. Bij de opgravingen die daarbij werden gedaan, werd de binnenplaats weer teruggevonden.

## Vijanden aan de poort
Bij de Porta Asinaria zijn een aantal buitenlandse legers Rome binnengedrongen om de stad vervolgens te plunderen.
- In 546 openden verraders de poort van Porta Assinaria zodat de Goten van Totila de stad konden binnenvallen.
- In 928 kwamen hier de Magyaren, een Hongaarse stam, Rome binnen.
- In 1084 waren het de Noormannen onder Robert Guiscard die door deze Poort kwamen en delen van de stad plunderden en in brand staken.